# Tarany
Tarany est un village et une commune du comitat de Somogy en Hongrie.